# Antonios Papakonstantinou
Antonios Papakonstantinou (em grego: Αντώνης Παπακωνσταντίνου; 18 de março de 1999) é um remador grego.

## Carreira
Membro da equipe grega de skiff duplo leve desde 2018, ele começou a remar com Petros Gkaidatzis em 2023. Em maio de 2023, no Campeonato Europeu de Remo de 2023 em Bled, Eslovênia, Papakonstantinou conquistou o bronze junto com Gkaidatzis no skiff duplo leve. Naquele mês, eles se classificaram para os Jogos Olímpicos no torneio de qualificação em Lucerna. Ele também ganhou a medalha de ouro no skiff simples leve no Campeonato Europeu de Remo de 2022.
Nos Jogos Olímpicos de Verão de 2024, em Paris, conquistou a medalha de bronze na competição de skiff duplo leve masculino, ao lado de Gkaidatzis com o tempo de 6:13.44.